# پیکالیوا
پیکالیوا (به زبان استونیایی به معنای «شن بلند») یک ناحیه فرعی از ناحیه هابرستی در تالین، پایتخت استونی است. پیکالیوا دارای ۲۴۶۴ نفر جمعیت (تا تاریخ ۱ ژانویه ۲۰۱۴) است.

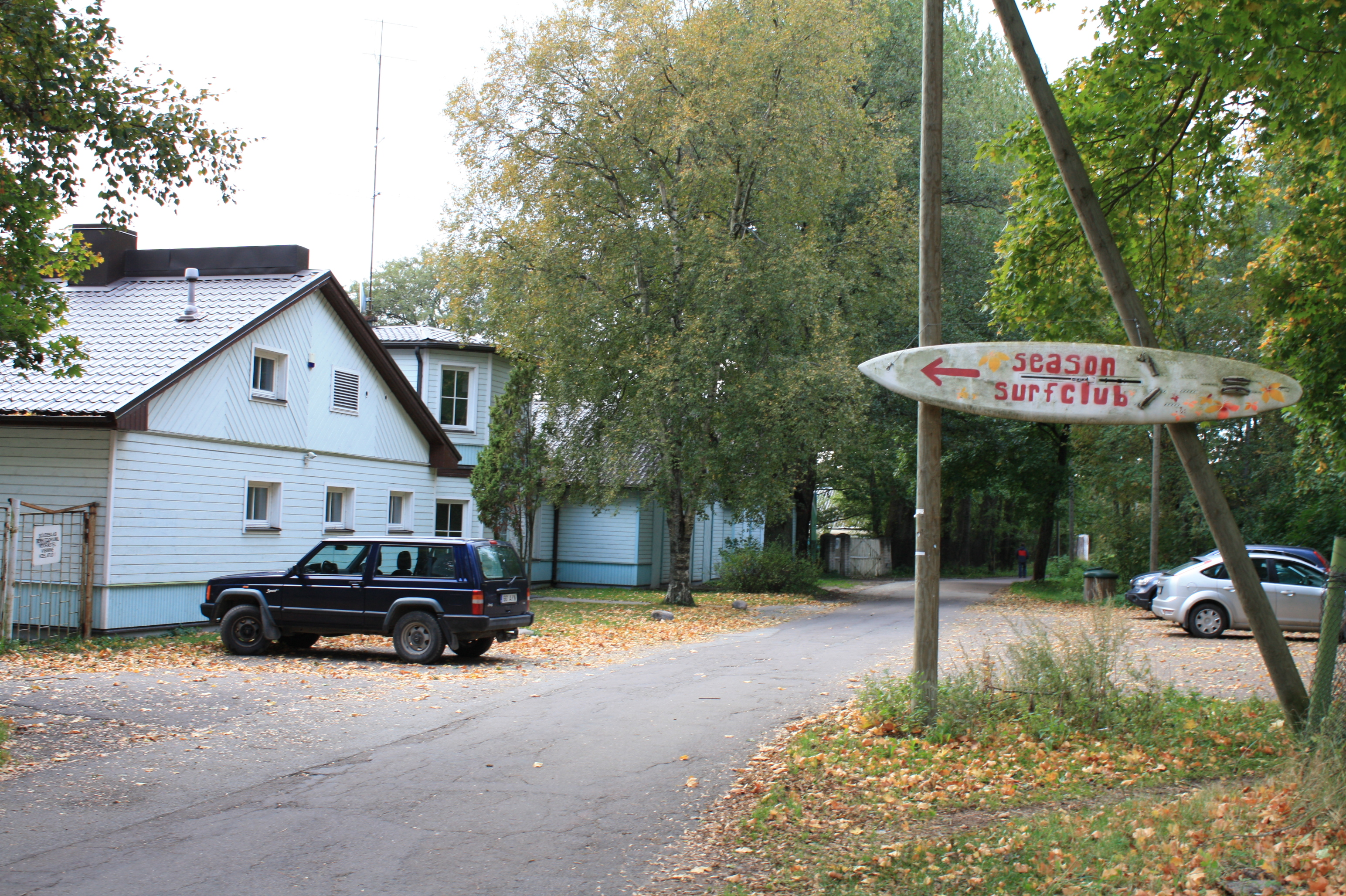
خیابانی در پیکالیوا
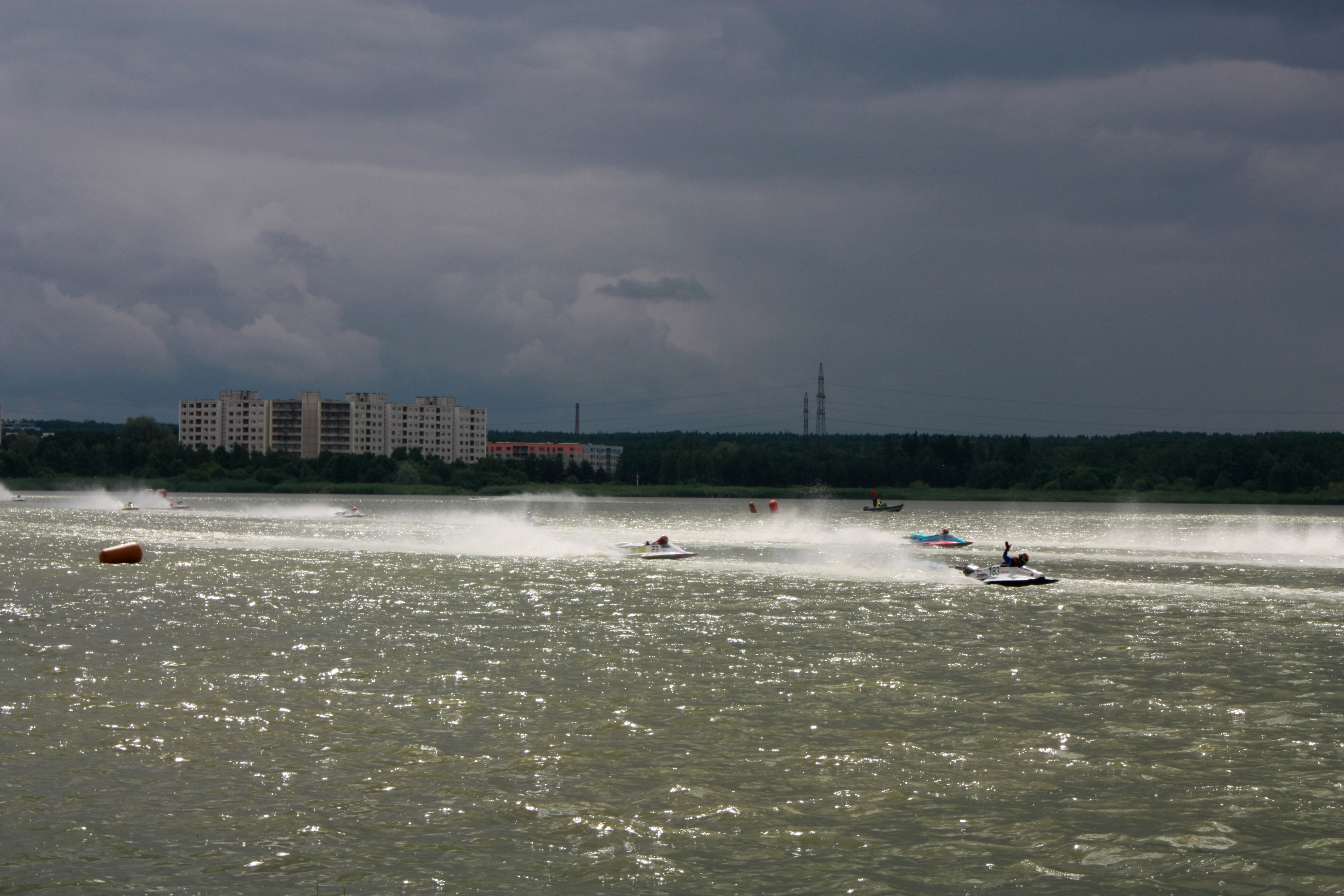
دریاچه هارکو